# Microtmethis kuthyi
Microtmethis kuthyi är en insektsart som beskrevs av Heinrich Hugo Karny 1910. Microtmethis kuthyi ingår i släktet Microtmethis och familjen Lithidiidae. Inga underarter finns listade i Catalogue of Life.